# IC 2068
IC 2068 је лентикуларна галаксија у сазвјежђу Длијето која се налази на листи објеката дубоког неба у Индекс каталогу.
Деклинација објекта је - 42° 5' 37" а ректасцензија 4h 26m 36,8s. Привидна величина (магнитуда) објекта IC 2068 износи 13,4 а фотографска магнитуда 14,3. IC 2068 је још познат и под ознакама ESO 303-17, MCG -7-10-4, FAIR 408, AM 0425-421, PGC 15106.